# Virus Tioman
El virus Tioman  es un virus ARN de  la familia Paramyxoviridae, género Rubulavirus. Se descubrió en la orina de un murciélago de Malasia en el año 2000. 

## Historia
El primer aislamiento se realizó en el año 2000, a partir de la orina de un murciélago de la especie Pteropus hypomelanus, en la Isla Tioman, Malasia, durante las investigaciones que se estaban realizando para identificar el huésped natural del virus Nipah que había ocasionado un brote de encefalitis que afectó a humanos y cerdos en Malasia y Singapur durante los años 1998 y 1999.

## Enfermedad
Aunque no existe evidencia de que el virus Tioman pueda causar enfermedad en animales o humanos, está muy relacionado con otros virus hospedados por murciélagos, como el virus Menangle que causó un brote epidemico que afectó a cerdos y personas en el año 1997 en Australia, virus Nipah y virus Hendra que también provocan enfermedad.